# Atanus laminus
Atanus laminus är en insektsart som beskrevs av Delong 1978. Atanus laminus ingår i släktet Atanus och familjen dvärgstritar. Inga underarter finns listade i Catalogue of Life.